# 尤扎区
尤扎区（俄语：Южский район）是俄罗斯联邦伊万诺沃州下辖的一个区，其行政中心为尤扎。据2016年统计，该区的人口为23713人。